# Sintesi additiva (musica elettronica)

Schema logico fondamentale della sintesi additiva

La sintesi additiva è una tecnica di sintesi sonora utilizzata nella musica elettronica che crea timbriche, quindi forme d'onda comunque complesse, sommando insieme singole onde.

## Teoria

Sintesi additiva: combinazione da 1 a 50 differenti sinusoidi per una risultante progressivamente sempre meglio approssimata di un'onda quadra.

In base alla teoria di Fourier, la forma d'onda di un segnale e il suo inviluppo nel tempo possono essere ottenuti matematicamente come combinazione di onde sinusoidali di frequenza multipla di una frequenza fondamentale (armoniche) e di onde sinusoidali parziali di frequenza, fase e ampiezza diversa che, entrambe, possono crescere, mantenersi e decadere nel tempo. Questa teoria si può applicare anche alle forme d'onda generate da uno strumento musicale, consentendo così di scomporne il timbro e il suono in onde sinusoidali elementari.
La sintesi additiva sfrutta esattamente questo meccanismo, sommando l'uscita di più oscillatori usati come generatori di forme d'onda, modulati e regolati secondo le caratteristiche risultanti dalla scomposizione di Fourier. In questo modo è possibile generare forme d'onda più o meno complesse, riuscendo anche ad emulare il comportamento spettromorfologico corrispondente al timbro di uno specifico suono o strumento acustico.
Implementazioni alternative possono utilizzare wavetables pre-calcolate (in cui i parametri di frequenza, ampiezza e andamento nel tempo delle sinusoidi relative a uno specifico strumento sono preimpostati) o algoritmi basati su una trasformata inversa veloce di Fourier.
Tecnicamente la sintesi più semplice da realizzare è la sintesi additiva a spettro fisso con sinusoidi in rapporto armonico fra loro.

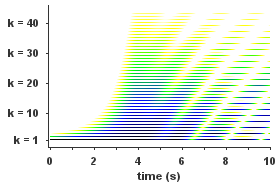
Esempio di sintesi additiva armonica in cui ogni armonica ha un'ampiezza dipendente dal tempo.
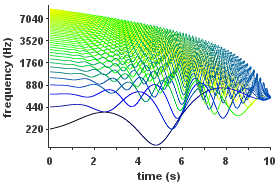
Esempio di sintesi additiva inarmonica in cui sia l'ampiezza che la frequenza di ogni parziale sono dipendenti dal tempo.

La sintesi additiva può utilizzare nella combinazione anche forme d'onda diverse dalle sinusoidali, non dimenticando ovviamente che le stesse, sempre secondo la teoria di Fourier sono idealmente ottenibili (approssimabili) per sintesi additiva aggiungendo armoniche, cambiando la loro fase e facendole decadere in maniera adatta allo scopo. Tra le forme d'onda comunemente utilizzate, ricordiamo le onde quadre, triangolari o a dente di sega, oltreché forme d'onda sinusoidali modulate in ampiezza, come nello smorzamento o per altro inviluppo temporalmente definito.
Usando come generatrici forme d'onda puramente sinusoidali, o in genere periodiche, si ottiene un suono cosiddetto stazionario, mentre con la sovrapposizione di altre forme d'onda si ottengono timbri tempo-varianti.
Le implementazioni digitali della sintesi additiva si basano principalmente su equazioni a tempo discreto al posto delle equazioni di sintesi a tempo continuo. La trasformata di Fourier a tempo discreto ha un ruolo rilevante nell'analisi di segnali sonori campionati, ovvero segnali a tempo discreto ottenuti da un segnale a tempo continuo considerandone il valore assunto in precisi istanti di tempo, solitamente misurati periodicamente su un intervallo temporale fisso.

## Applicazioni

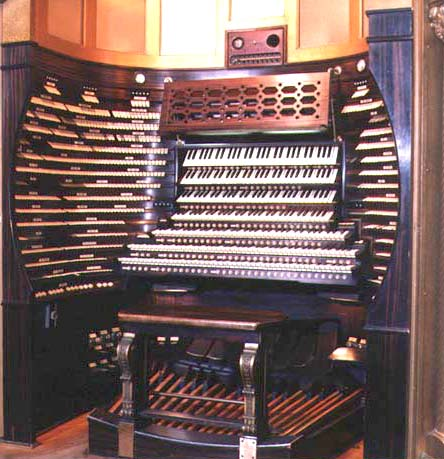
Il grande organo del Boardwalk Hall Auditorium (Convention Hall) ad Atlantic City, mostra a latere di otto tastiere (sette manuali e una pedaliera), una notevole gamma di registri

La sintesi additiva può avvenire a livello di segnale elettrico, come a livello di onda sonora.
Strumenti aerofoni come gli organi a canne, da almeno cinquecento anni, utilizzando suoni prodotti dalle diverse serie di canne (o registri) producono differenti timbri per somma di singole voci approssimativamente sinusoidali (o comunque povere di armoniche superiori), tecnica poi mutuata dai primi organi elettrici e elettrofoni.
I sintetizzatori elettronici generano le forme d'onda nella forma di segnali elettrici che dopo elaborazione possono, infine, essere convertite in suono attraverso opportuni trasduttori acustici, come altoparlanti o cuffie.
Karlheinz Stockhausen, all'inizio degli anni 1950 realizzò le prime composizioni tramite sintesi additiva, costruendo suoni complessi ottenuti sovrapponendo frequenze sinusoidali derivate da rapporti numerici atti a serializzare la struttura armonica interna di ogni singolo suono secondo rapporti o temperamenti decisi dall'autore, formalizzando poi l'intera opera in ogni aspetto caratteristico (frequenza, durata, intensità, oltre al timbro) tramite gli stessi rapporti (in Elektronische Studie II del 1954, ad esempio, serializza tutti i parametri musicali in base a {\displaystyle {\sqrt[{25}]{5}}}).

## Strumenti
I principali utilizzi di questa ed altre sintesi sonore sono stati i sintetizzatori o synth, sia nella forma di tastiera tradizionale, sia nelle forme di expander (un modulo autonomo pilotabile da un controller, generalmente una tastiera) che, molto dopo il suo esordio, di sintetizzatori virtuali, applicazioni in grado di essere eseguite su calcolatori e derivati.

### Esordi

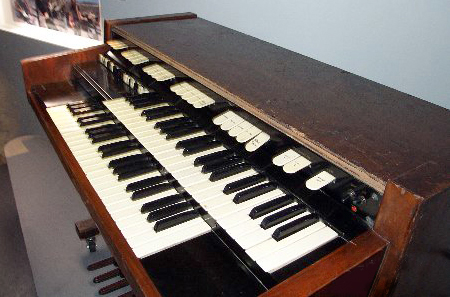
Un Hammond serie 100, sintetizzatore utilizzato dai Pink Floyd nel 1972 nell'anfiteatro romano di Pompei per un concerto, affiancato da un Farfisa CompactDuo

I veri esordi di suoni additivi di un singolo strumento si possono ascrivere idealmente alle notazioni in cui viene indicata la corretta scelta dei registri organistici, esordio individuabile nel periodo barocco.
Uno dei primi esempi di impiego contemporaneo della sintesi additiva è invece l'organo Hammond, un organo elettrico progettato e costruito da Laurens Hammond a partire dal 1935, in origine destinato alle chiese in alternativa ai più costosi organi a canne, poi di largo utilizzo nel jazz, blues, musica gospel. La generazione sonora si basa su tecnologie elettromeccaniche.

### Il Rock

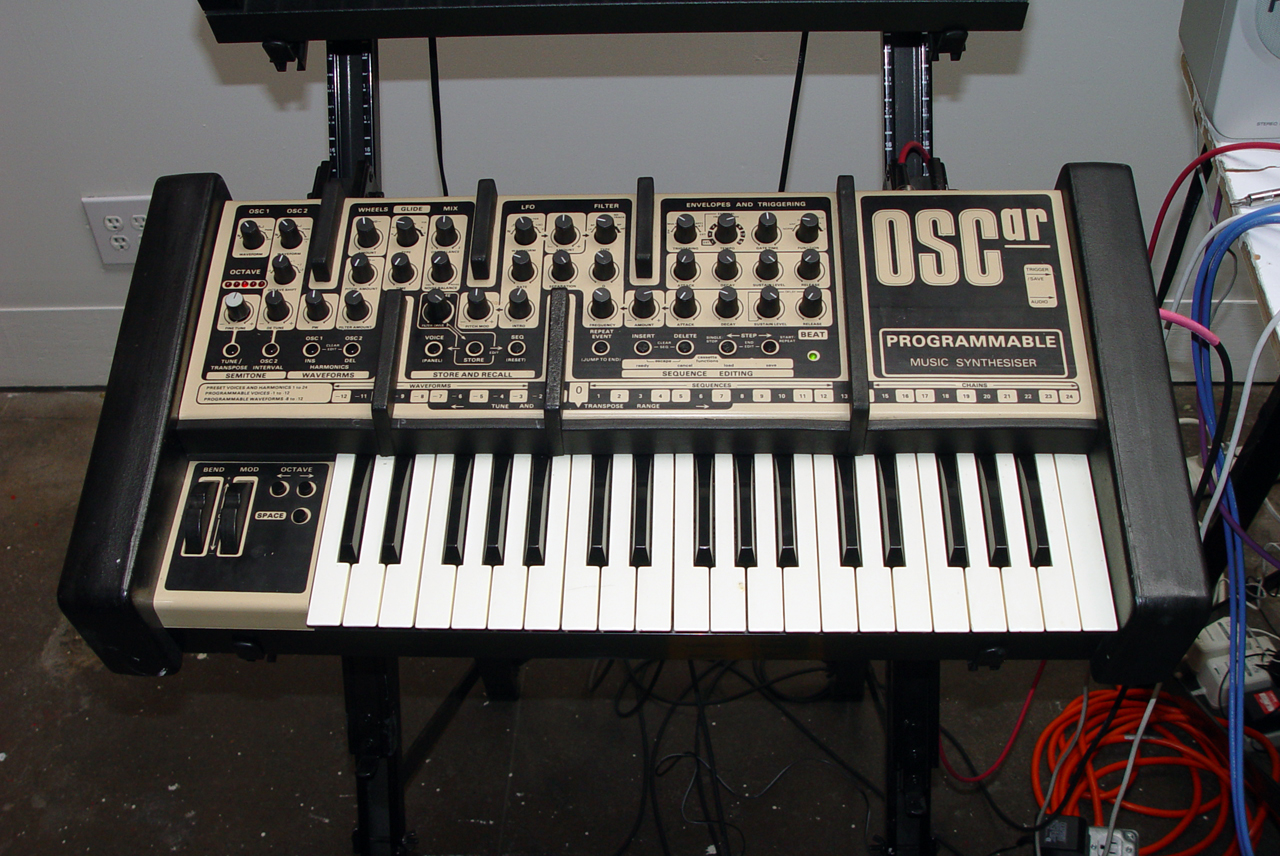
OSCar synth della Oxford Synthesiser Company, ibrido analogico-digitale a sintesi mista; 1983-1985

L'organo Hammond, dopo la diffusione nel jazz e blues, in misura inizialmente limitata ma sempre crescente, prese largamente piede nel rock e nel pop, con musicisti e complessi musicali quali Emerson, Lake & Palmer, Yes, Deep Purple, Pink Floyd, Genesis, The Beatles e altri ancora.

Successivamente, tra gli anni '70 e '80 il variare dei costi dei componenti elettromeccanici ed elettronici ha ridotto l'uso di questa tecnologia, che spesso è andata a suddividersi su due classi di prodotti: I costosi organi Hammond e derivati, sempre utilizzati dai cultori del genere, e prodotti economici di fascia bassa, che l'avvento dell'elettronica digitale ha fatto ulteriormente retrocedere.

Alcune aziende hanno comunque continuato a utilizzare questa tecnologia; un esempio è il Kawai K5 o alla metà degli anni 1980 il OSC OSCar a sintesi ibrida additiva/sottrattiva, utilizzato largamente dagli Ultravox.
Il primo sintetizzatore ad utilizzare oscillatori digitali nella sintesi additiva,  l'RMI Harmonic Synthesizer, risale al 1974, prodotto dalla Rocky Mount Instruments ma la diffusione di queste tecnologie dovrà attendere circa dieci anni per diffondersi nell'esecuzione musicale con l'ubiquitario Yamaha DX7, uno strumento non additivo ma a modulazione di fase.

### Usi attuali

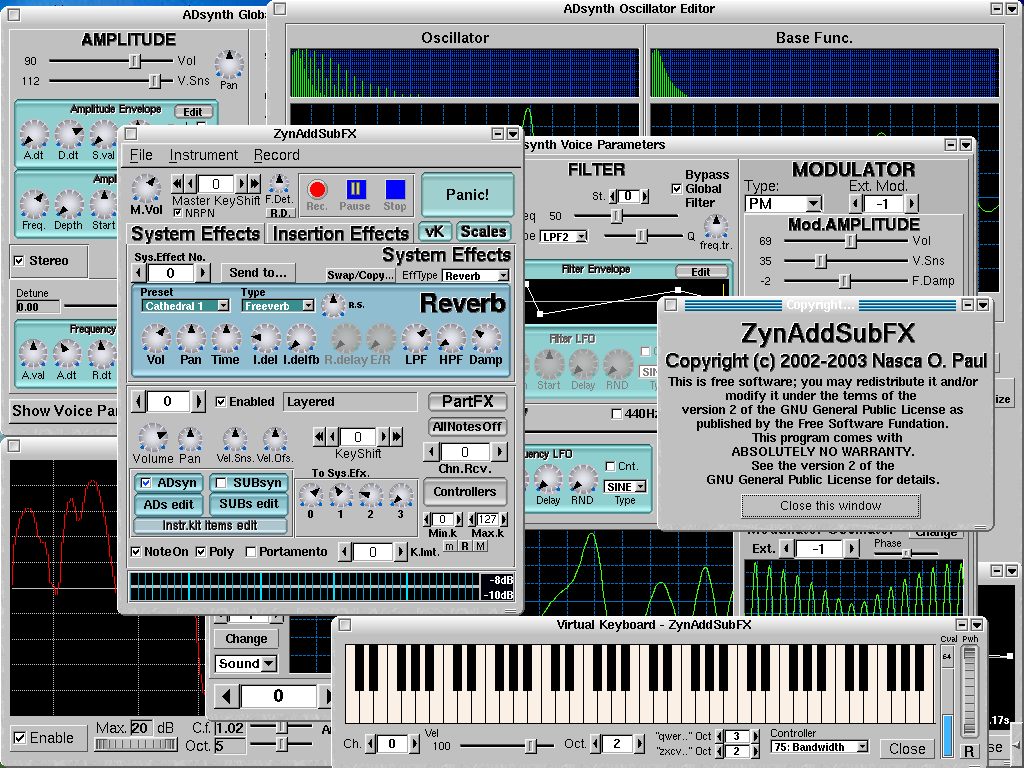
ZynAddSubFX, un synth virtuale open source che fa uso della sintesi additiva

In seguito al revival e alla valorizzazione dei generi e delle sonorità degli anni 1970 e ad una discesa dei prezzi dell'elettronica che ha portato a poter disporre di strumenti anche con centinaia di oscillatori, la sintesi additiva è ritornata in campo, complice anche il conseguente aumento della potenza di calcolo e il basso costo di macchine dedicate.
Questa tecnologia è attualmente utilizzata sia su hardware, su tastiere ed expander di diversi marchi prodotti negli anni 2000, sia implementata su applicazioni software di sintesi sonora come Csound, ZynAddSubFX (synth virtuali) su calcolatori e strumenti derivati, come i tablet.